# Chất gây ảo giác phân ly
Chất gây ảo giác phân ly (tiếng Anh:dissociative) là một lớp chất gây ảo giác làm biến dạng nhận thức về thị giác và âm thanh và tạo ra cảm giác tách rời - phân ly - từ môi trường và bản thân. Điều này được thực hiện thông qua việc giảm hoặc chặn tín hiệu đến tâm trí có ý thức từ các phần khác của não. Mặc dù nhiều loại thuốc có khả năng như vậy, chất gây ảo giác phân ly độc đáo ở chỗ chúng làm như vậy theo một cách mà chúng tạo ra hiệu ứng ảo giác, có thể bao gồm mấtcảm giác, phân ly, ảo giác, các hình ảnh không có thật, cảm giác như đang mơ hoặc bị ma thuật. Một số chất này, không chọn lọc trong hành động và ảnh hưởng đến hệ thống dopamine  và/hoặc opioid , có thể có khả năng gây ra hưng phấn. Nhiều loại thuốc có tác dụng ức chế chung và có thể gây ra an thần, ức chế hô hấp, giảm đau, gây mê và mất khả năng điều hòa cơ thể, cũng như suy giảm nhận thức và trí nhớ và mất trí nhớ.

## Hiệu ứng
Các tác động của phân ly có thể bao gồm phân ly cảm giác, ảo giác, hưng cảm, chứng bất thế, giảm đau và mất trí nhớ. Các đặc điểm đặc trưng của gây mê phân ly được mô tả là chứng bất thế, mất trí nhớ và giảm đau. Theo Pender (1972), "nhà nước đã được chỉ định là gây mê phân ly vì bệnh nhân thực sự có vẻ tách rời khỏi môi trường của bản thân."  Cả Pender (1970) và Johnstone et al. (1959) báo cáo rằng bệnh nhân được gây mê do ketamine hoặc phencyclidine dễ bị cử động và không có ảo giác (hoặc "giấc mơ" ) trong và sau khi gây mê. Một số bệnh nhân thấy ảo giác là khá hưng phấn trong khi những người khác thấy chúng là khó chịu.
Ở liều dưới mức gây mê, các chất ảo giác phân ly làm thay đổi nhiều quá trình nhận thức và nhận thức tương tự bị ảnh hưởng bởi các thuốc gây ảo giác khác như mescaline, LSD và psilocybin; do đó chúng cũng được coi là chất gây ảo giác và chất thức thần. Có lẽ sự khác biệt chủ quan đáng kể nhất giữa các nhà phân tán và ảo giác cổ điển (như LSD và mescaline) là các tác động phân ly, bao gồm: phi cá nhân hóa, cảm giác không thật, bị ngắt kết nối với chính mình hoặc không thể kiểm soát hành động của bản thân; và sự ghê tởm, cảm giác rằng thế giới bên ngoài là không thật hoặcchính mình đang mơ.
Trong các thử nghiệm lâm sàng của minocycline 150 ngày   mg/ngày cho những người tình nguyện khỏe mạnh, 50% cho thấy sự phân ly ("xa cách") và 13,3% cho thấy hưng phấn.

### Sử dụng để giải trí
Một số loại thuốc phân ly được sử dụng trong giải trí. Ketamine và nitơ oxit là thuốc câu lạc bộ. Phencyclidine (PCP hoặc bụi thiên thần) có sẵn dưới dạng thuốc đường phố. Một số người dùng siro ho dựa trên Dextromethorphan (thường được dán nhãn DXM) được sử dụng bởi một số người dùng ở mức cao hơn mức khuyến nghị về mặt y tế cho các hiệu ứng phân ly của họ. Trong lịch sử, chloroform và dietyl ete đã được sử dụng để giải trí (như dioxoxit nitơ, trong các bữa tiệc khí cười).